# José Pedro Barrán

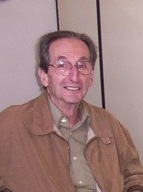
José Pedro Barrán

José Pedro Barrán (* 26. Februar 1934 in Fray Bentos, Uruguay; † 11. September 2009) war ein uruguayischer Historiker.
Der Absolvent des Instituto Profesores de Artigas (IPA) erhielt 1979/1980 ein Guggenheim-Stipendium sowie 1993 ein Fulbright-Forschungsstipendium an den National-Archiven Washingtons. Der Geschichtsdozent, der zunächst als Lehrer der Sekundarstufe und von 1960 bis 1964 am Archivo General de la Nación arbeitete, war mit Alicia Casas verheiratet. 1978 musste er während der zivil-militärischen Diktatur in seinem Heimatland die Lehrtätigkeit aufgeben. Im gleichen Jahr wurde er für das Centro de investigaciones Económicas (Cinve) tätig. Auch schrieb er als Geschichts-Kritiker für Brecha und Cuadernos de Marcha. Barrán war, nachdem in Uruguay die Demokratie wieder Platz griff, ab 1985 Direktor der Abteilung für Uruguayische Geschichte an der Geistes- und Erziehungswissenschaftlichen Fakultät (FHCE) der Universidad de la República.
Er veröffentlichte zahlreiche Artikel in Gemeinschaftswerken und ausländischen Zeitschriften. Viele seiner als Bücher erschienenen Werke entstanden in Zusammenarbeit mit Benjamín Nahum, darunter mit Batlle, los estancieros y el Imperio Británico eine seiner zentralen Arbeiten, für das er 1986 mit dem Premio Clarence Haring ausgezeichnet wurde. In späteren Jahren publizierte Barrán auch vermehrt als Einzelautor. Von 2005 bis zu seinem gesundheitsbedingten Rücktritt im Oktober 2006 war er Vizepräsident des Consejo de Educación (CODICEN).

## Auszeichnungen (Auszug)
- Premio Bartolomé Hidalgo, verliehen durch die Cámara Uruguaya del Libro
- 1986: Premio Clarence Haring für das Gesamtwerk Batlle, los estancieros y el Imperio Británico